# Мери и Макс
„Мери и Макс“ (на английски: Mary and Max) е австралийски анимационен филм от 2009 година, трагикомедия на режисьора Адам Елиът по негов собствен сценарий.
В центъра на сюжета е продължила десетилетия кореспонденция между момиче от дисфункционално семейство в австралийско градче и самотен възрастен мъж с наднормено тегло и страдащ от синдром на Аспергер в Ню Йорк.